# Domaine du Bois-Lombut
Le domaine du Bois-Lombut est un grand parc paysager entourant le château du baron de Crawhez situé à Gosselies (Charleroi). C'est un témoin représentatif de l'art du paysagiste d'origine allemande Édouard Keilig.

## Historique
Dans les années 1860, le baron Th. de Crawhez souhaite aménager sa propriété du Bois-Lombut en parc paysager. Il fait appel à deux paysagistes réputés de l'époque, Louis Fuchs et Édouard Keilig. C'est ce dernier qui réalise le parc.

## Aménagement
L'ensemble du parc à une composition centrée sur le château à partir duquel se développent la plupart des perspectives. Le parc présente une succession de six étangs disposés en ligne et reliés entre eux. Cette organisation, ainsi que l'ensemble du parc a été dicté par la situation des sources présentes dans le domaine.